# I Will Follow Him
"I Will Follow Him" fue una canción interpretada por Little Peggy March en 1963 que alcanzó el primer lugar de la lista Billboard de los Estados Unidos. La versión original en francés, Chariot, la grabó un año antes Petula Clark, quien obtuvo el primer puesto en Francia y el octavo en Bélgica e incluso recibió un disco de oro. La partitura original, para una canción puramente instrumental, Chariot, la habían escrito en 1961 Franck Pourcel (quien usó el seudónimo "J.W. Stole") y Paul Mauriat (quien usó "Del Roma"), y luego le puso letra Jacques Plante. La música fue adaptada por Arthur Altman. La traducción de la letra del francés al inglés fue obra de Norman Gimbel, pero su lanzamiento en ese idioma en el Reino Unido (por Pye) y en los Estados Unidos (por Laurie) no tuvo éxito. Las versiones en italiano ("Sul Mio Carro"), en español ("Chariot" o "Yo te seguiré") y en alemán ("Cheerio") fueron grandes éxitos.
También fue interpretada por Helen Blizard, la vocalista de Rocky Sharpe & The Replays,  en el segundo LP de este grupo, Rock It To Mars.[cita requerida]
Formó parte de la banda sonora de la película Sister Act, con notables variaciones frente a la versión original.